# De anathematis vinculo
Il De anathematis vinculo è un piccolo trattato scritto da papa Gelasio I in cui espone alcune delle sue idee cardine.

## Contesto storico in cui viene scritta l'opera
Questa opera viene composta mentre al potere imperiale d'Oriente si trovavano Zenone e successivamente Anastasio, qualche decennio dopo il Concilio di Calcedonia. I due sovrani erano sostenitori delle teorie cesaropapiste a cui si era opposto il precedente papa Felice III di cui Gelasio riprenderà alcune idee. Il problema veniva incentrato sulla natura divina o no di Cristo, ovvero si dibatteva tra la teoria monofisita e quella diofisita. Zenone sosteneva una sorta di compromesso tra queste due teorie, mentre Anastasio era un convinto monofisita, supportando con tale presa di posizione la propria politica cesaropapista. Papa Gelasio I perciò compose il De anathematis vinculo, oltre ad un certo numero di lettere, allo scopo di contrastare la diffusione di tali idee..

## Contenuto dell'opera
L'opera si sofferma nello stabilire la suddivisione delle competenze tra la Chiesa e l'Impero. La tesi sostenuta è che il mondo sia retto da due dignità, spirituale e temporale, incorporate entrambe da Cristo durante la sua permanenza nel mondo. Cristo stesso avrebbe ordinato che dopo di lui le si dividesse. La sfera temporale sarebbe stata competenza dell'Imperatore e la Chiesa avrebbe dovuto uniformarvisi poiché istituto dello Stato e dipendente da essa. La sfera spirituale sarebbe stata competenza della Chiesa al cui volere l'imperatore come uomo religioso si sarebbe dovuto uniformare e a cui avrebbe dovuto obbedire.